# Sisworo Gautama Putra
Sisworo Gautama Putra (ur. 26 maja 1938 w Asahan, zm. 5 stycznia 1993) – indonezyjski reżyser filmowy i scenarzysta, znany głównie jako twórca horrorów. Pracował nad takimi filmami jak: Pengabdi Setan (1980), Sundel Bolong (1981), Telaga Angker (1984), Malam Jumat Kliwon (1986), Malam Satu Suro (1988), Santet (1988). Jego produkcja pt. Primitif z 1978 r. była pierwszym indonezyjskim filmem, w którym wykorzystano kanibalizm jako główny element fabuły.